# Tránsito (Córdova)
Tránsito é um município da província de Córdova, na Argentina.